# Hartmut Brenneisen
Hartmut Brenneisen (* 25. Januar 1956) ist ein ehemaliger deutscher Polizeibeamter und  Hochschullehrer mit Wohnort Preetz.

## Leben
Brenneisen ist Professor, Leitender Regierungsdirektor und Polizeidirektor a. D., verantwortlicher Redakteur der Fachzeitschrift Die Kriminalpolizei sowie ehemaliger Dekan des Fachbereichs Polizei und Leiter der Fachgruppe Rechtswissenschaften im Fachbereich Polizei der Fachhochschule für Verwaltung und Dienstleistung in Schleswig-Holstein.

## Schriften
- Mit Dirk Staack, Else Ruppel: Qualität in Studium und Lehre. LIT-Verlag, 2013.
- Mit Michael Wilksen, Dirk Staack, Michael Martins: Versammlungsrecht: das hoheitliche Eingriffshandeln im Versammlungsgeschehen. Deutsche Polizeiliteratur, 2020, 676 Seiten.
- Mit Michael Knape: Versammlungsfreiheitsgesetz für das Land Berlin: Kommentar. Verlag Deutsche Polizeiliteratur GmbH, 2021, 368 Seiten.